# Bartolomeo Ammannati
Bartolomeo Ammanati (Settignano, 18 de junio de 1511 - Florencia, 13 de abril de 1592) fue un arquitecto y escultor italiano.

## Biografía

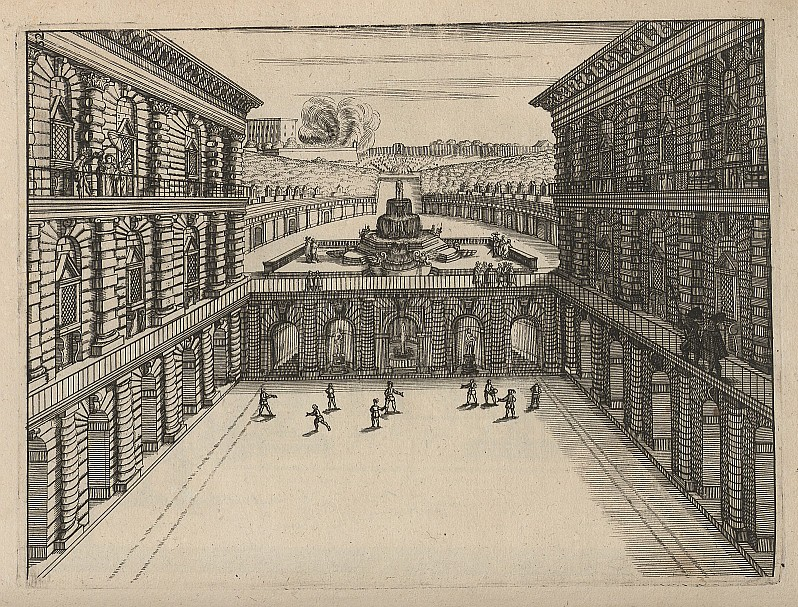
Il cortile di Palazzo Pitti, en un grabado de época

Bartolomeo Ammanati nació en Settignano, cerca de Florencia. Fue alumno de Baccio Bandinelli y Jacopo Sansovino e imitó el estilo de Miguel Ángel.
Fue más distinguido en arquitectura que en escultura. Diseñó muchos edificios en Roma entre los que está Villa Médici, el complejo Villa Giulia (en colaboración con Vignola y Vasari), y muchos otros edificios en Lucca y Florencia. Su trabajo en la finalización del Palacio Pitti (1558-1570), contratado por la noble y muy rica Leonor Álvarez de Toledo, esposa de Cosme I de Médici, es una de sus creaciones habiendo echado a perder en su ampliación el diseño original de Filippo Brunelleschi.
También fue contratado en 1569 para construir el puente de Arno, conocido como el puente de la Santa Trinidad, que es una de sus mayores obras. Los tres arcos son elípticos, y aunque parecen muy ligeros y elegantes, han resistido la furia del río que se ha llevado por delante otros puentes en numerosas ocasiones. El arco principal no responde a la técnica de Ammannati por lo que fue un misterio su creación hasta que en años posteriores se vio el mismo tipo de diseño en esculturas de Miguel Ángel. Fue destruido por las fuerzas nazis de ocupación en 1944, y reconstruido posteriormente.

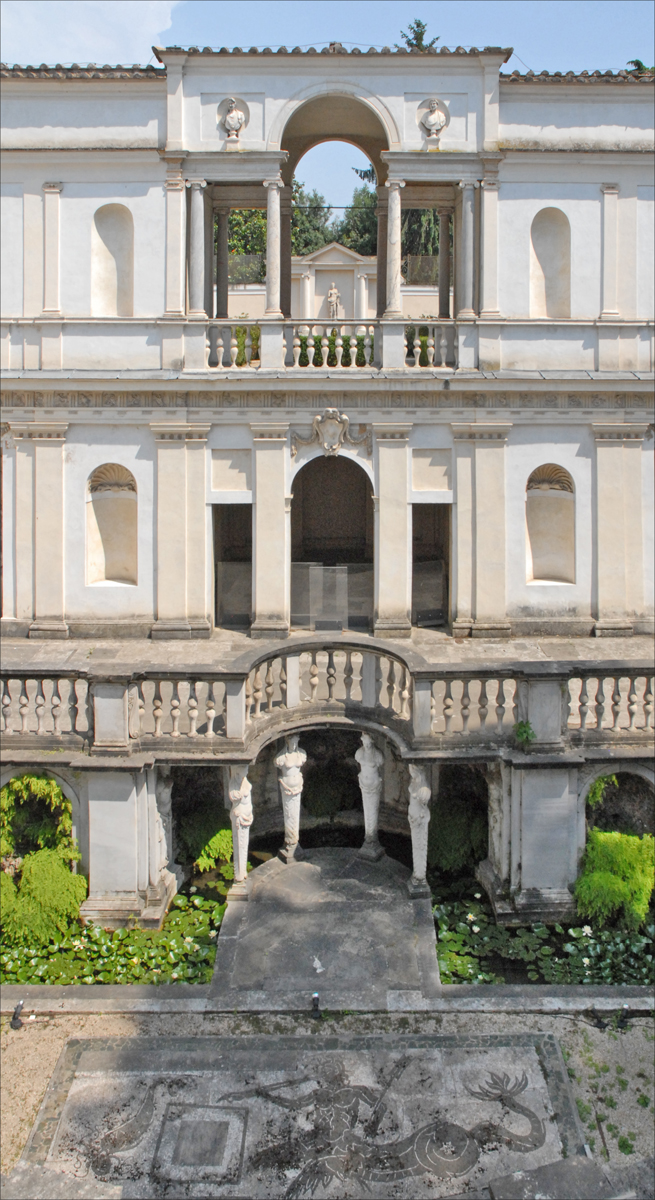
El ninfeo de villa Giulia
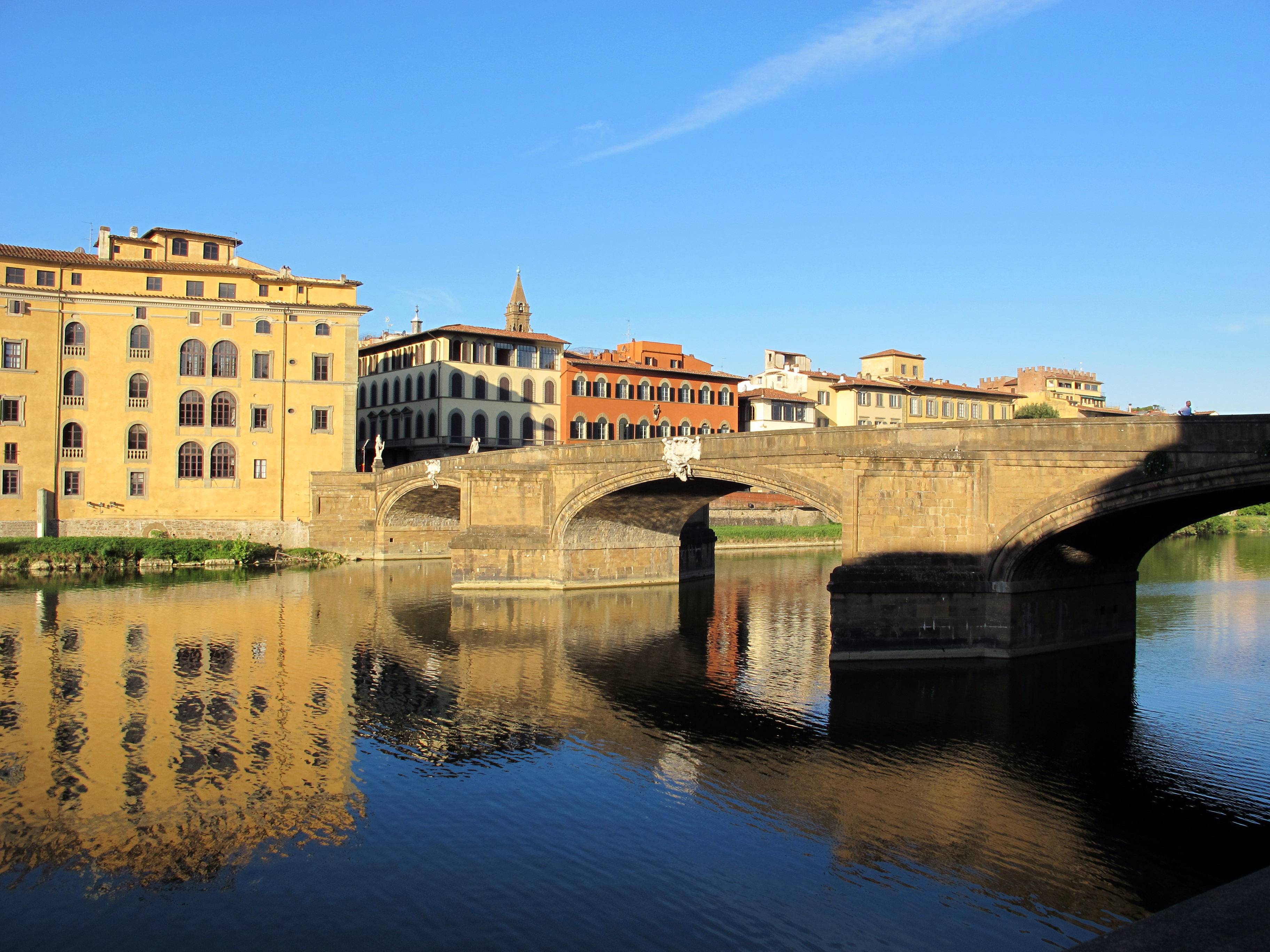
Puente de la Santa Trinidad
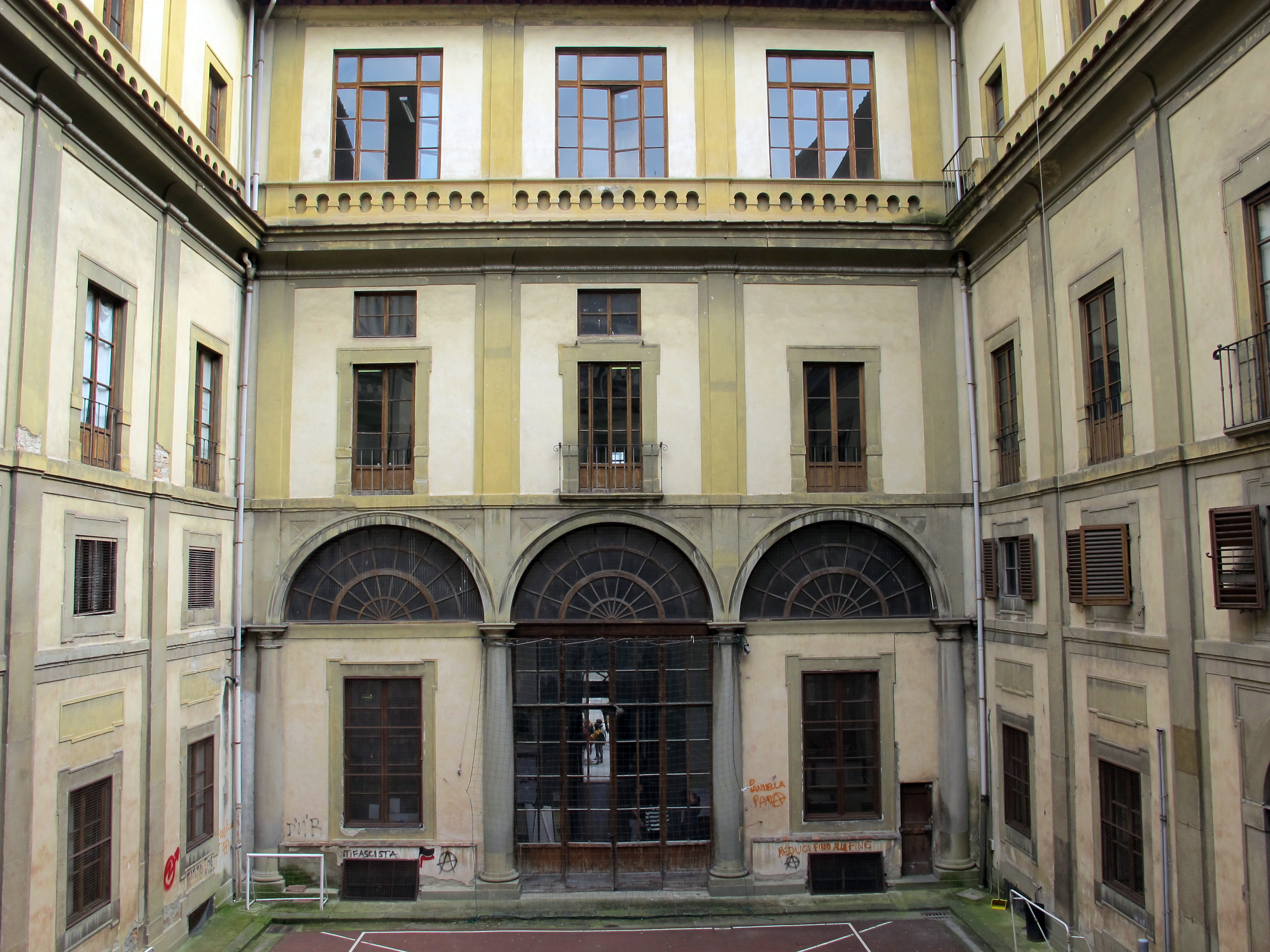
Cortile del collegio gesuita, Florencia
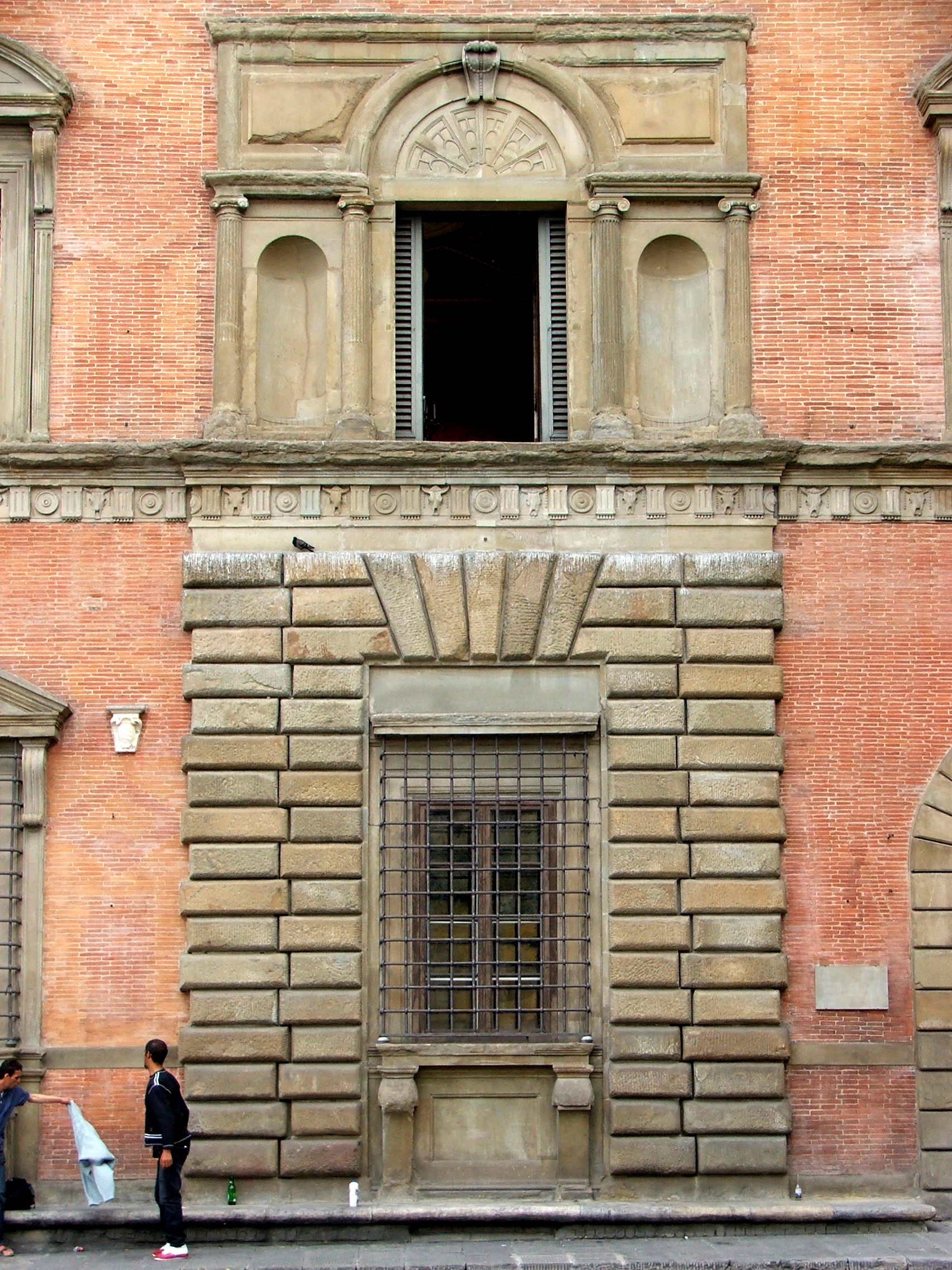
Detalle del palazzo Grifoni, Florencia
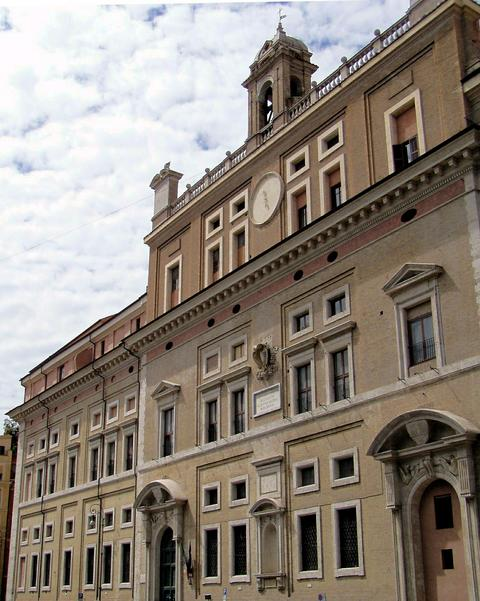
Fachada del Collegio Romano

Otra de sus obras más importantes es la Fuente de Neptuno de la Piazza della Signoria, fabricada en mármol y bronce. La fuente fue encargada inicialmente a Baccio Bandinelli quién murió sin terminar la obra. Ammanati fue elegido para continuar la obra dejando a un lado a escultores famosos como Benvenuto Cellini y Vincenzo Danti. Trabajó junto a sus ayudantes en esta obra entre 1563 y 1565 en el bloque original de mármol elegido por Bandinelli. Como modelo para la cara de Neptuno escogió al Gran Duque Cosme I. Cuando la figura de Neptuno fue terminada, Miguel Ángel le dijo a Ammanati que había arruinado una preciosa pieza de mármol. Realmente, la figura fue tan universalmente aborrecida (incluso hoy en día) que se solía decir: «Ammanati, Ammanato, che bell' marmo hai rovinato!» [Ammanati, Ammanato, ¡Qué gran pieza de mármol has arruinado!]. Ammanati continuó trabajando en la fuente durante 10 años más, añadiendo en el perímetro varias deidades fluviales, caballos de mar, con influencia clara del estilo manierista.
Otras esculturas famosas de Ammanati son:
- Estatua en mármol Victoria (1540), en el Museo Nazionale del Bargello, Florencia.
- Escultura en mármol Leda y el Cisne (1540), en el Museo Nazionale del Bargello, Florencia.
- Estatua en mármol Parnaso  (1563), en el Museo Nazionale del Bargello, Florencia.
- Estatua en piedra Alegoría del Invierno (1563-1565), en Villa Medici, Castello.
- Estatua en bronce Diosa Opi (1572-1575), en el Palacio Vezzo, Florencia.

En 1550, Ammanati contrajo matrimonio con la poetisa Laura Battiferri. Más adelante tuvo una crisis religiosa, que terminó al condenar todas sus obras que contenían nudismo y al donar todas sus posesiones a los jesuitas. Murió en Florencia en 1592.

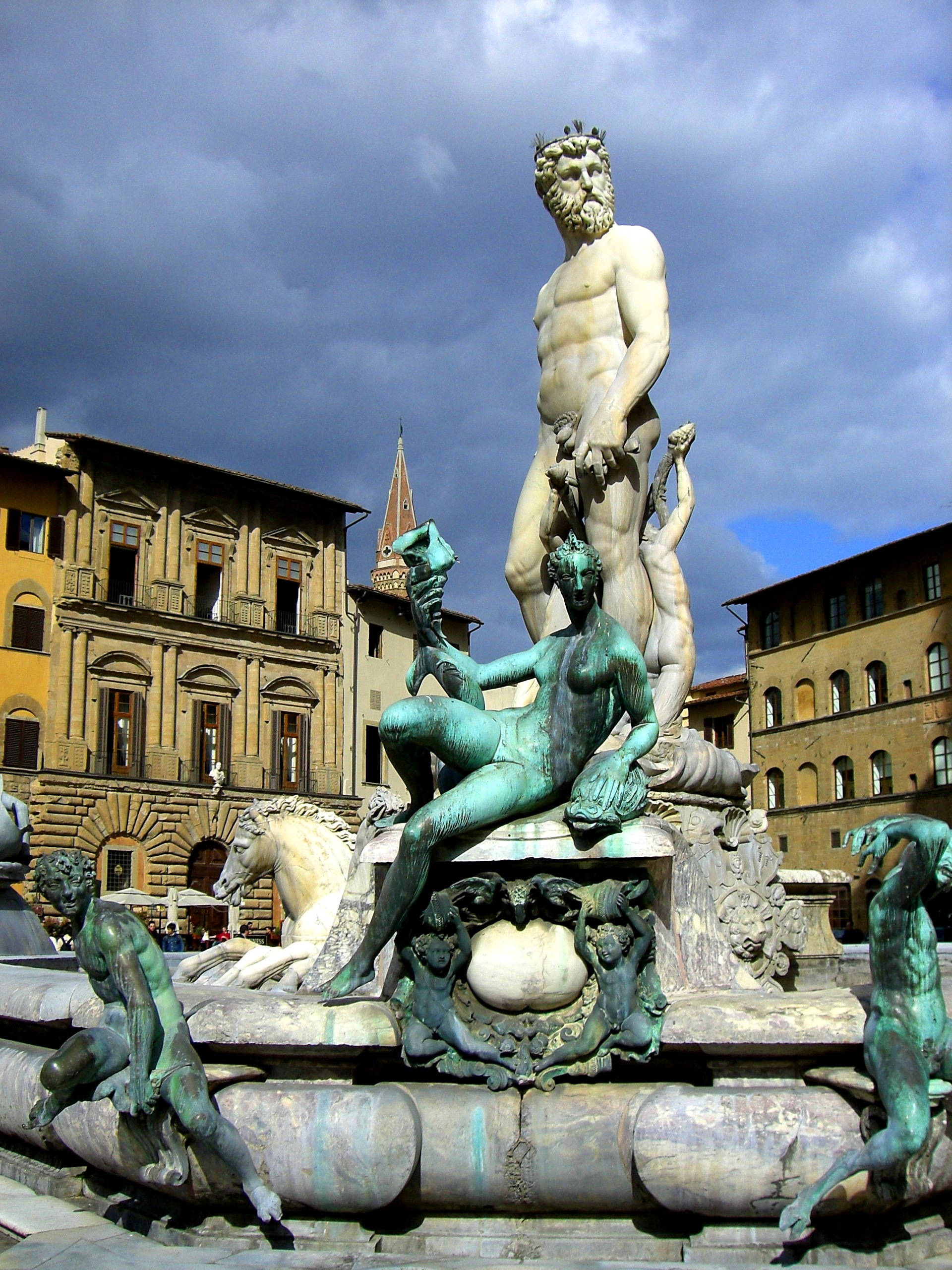
Fuente de Neptuno en la Piazza della Signoria de Florencia
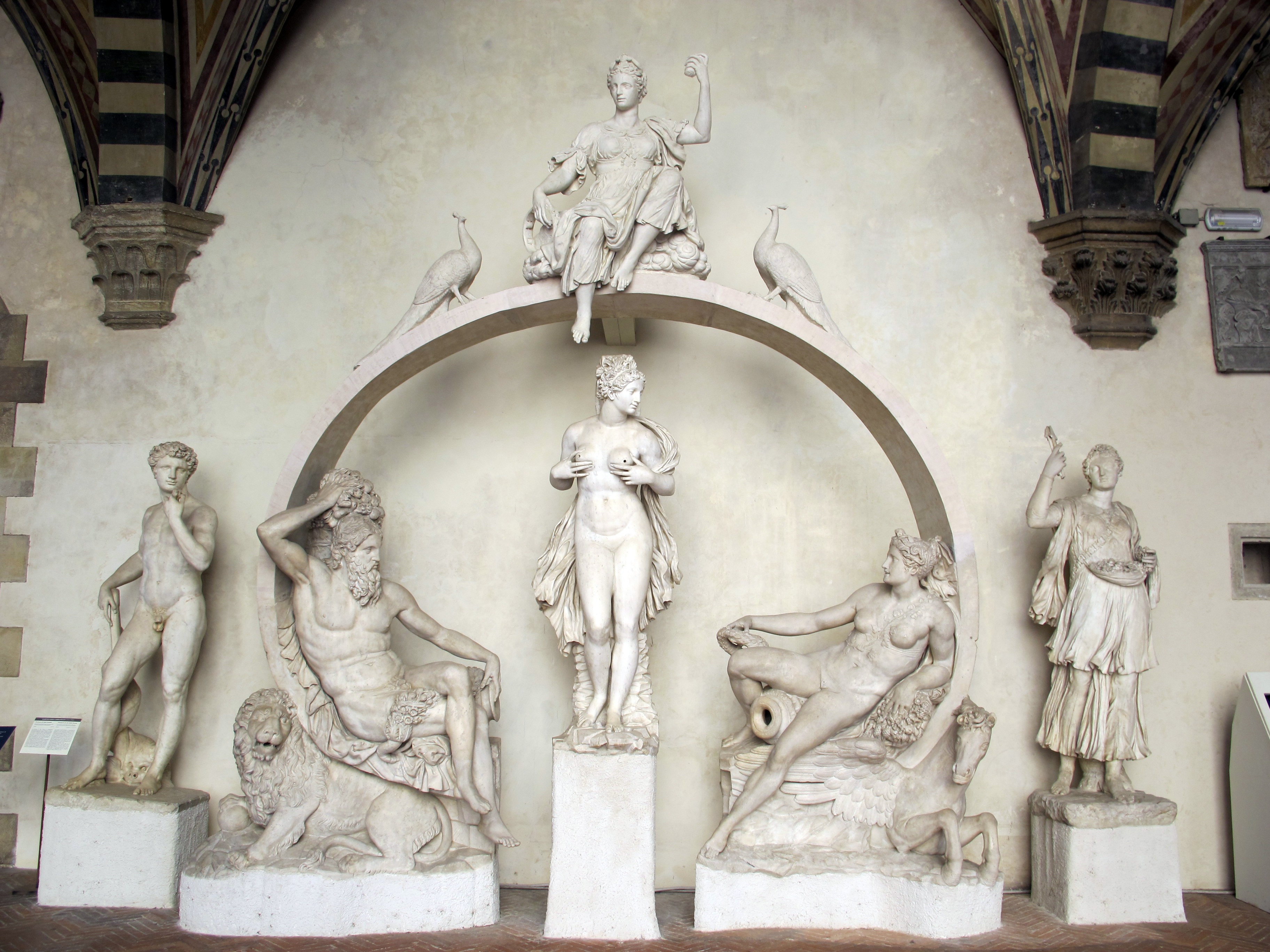
Riconstrucción de la fontana di Sala Grande
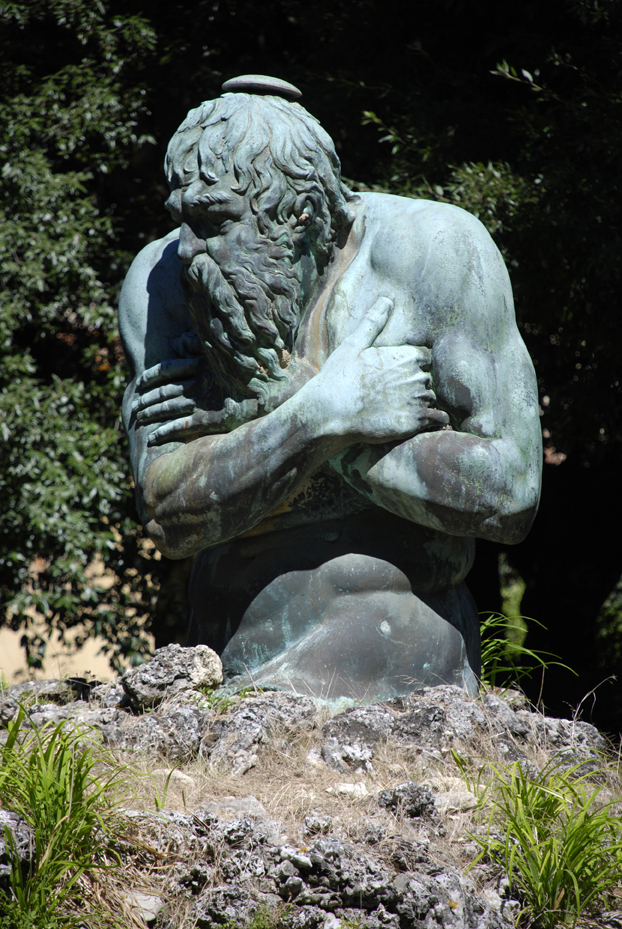
Appennino en la villa di Castello
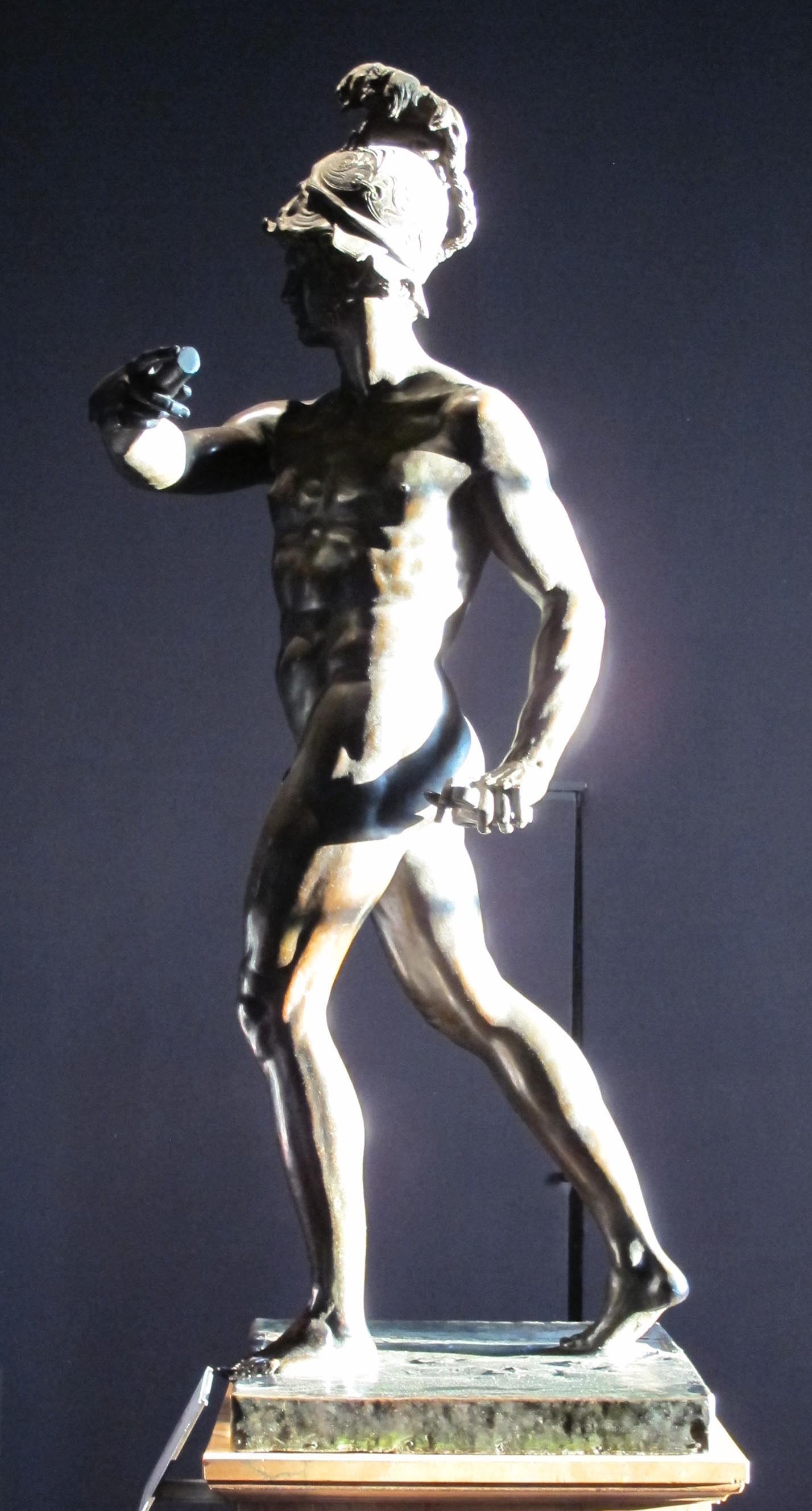
Marte Gradivo en los Uffizi